# Federazione calcistica della Palestina
La Federazione calcistica della Palestina (in arabo الاتحاد الفلسطيني لكرة القدم‎?, in inglese: Palestine Football Association, acronimo PFA), è l'organo sportivo responsabile dell'amministrazione del calcio nello Stato di Palestina, nonché della relativa selezione nazionale e dei due campionati nazionali di calcio.
Istituita nel 1962, nel 1998 si è affiliata alla FIFA e all'AFC. Dal 2001, è membro della WAFF.

## Competizioni organizzate dalla PFA
- Prima Lega della Cisgiordania
- Campionato della striscia di Gaza